# Sowiecka Formuła Junior
Sowiecka Formuła Junior – organizowany w latach 1960–1963 w ZSRR cykl wyścigów samochodowych według przepisów zbliżonych do Formuły Junior.

## Historia
W 1956 roku Centralny Automotoklub ZSRR wstąpił do FIA. W efekcie radzieccy działacze mieli możliwość przyjrzenia się wyścigom organizowanym na zachodzie. Pod wpływem tego pod koniec lat 50. dokonano reformy wyścigów w ZSRR. Do podstawowych zmian należało zorganizowanie cyklu mistrzostw (zamiast pojedynczego wyścigu o randze mistrzowskiej) oraz powołanie nowych serii: Sowieckiej Formuły 1, Sowieckiej Formuły 3 i Sowieckiej Formuły Junior. Serie te zadebiutowały w 1960 roku.
W przeciwieństwie do międzynarodowej Formuły Junior, w Sowieckiej Formule Junior pojemność silników była ograniczona do 1360 cm³. Było to związane z faktem braku w ZSRR silników o pojemności 1000 bądź 1100 cm³, a także powszechności jednostki Moskwicz 407 o pojemności 1357 cm³. Większość samochodów uczestniczących w mistrzostwach była produkowana amatorsko przez kierowców.
W pierwszym sezonie rozegrano dwa wyścigi, w Leningradzie i Tallinnie. W Leningradzie, po wypadku lidera Wiaczesława Kosenkowa, trzeci wówczas Dmitrij Bannikow wyprzedził Wasilija Rewjakina i Aleksandra Sołomatowa i wygrał zawody. Podczas rundy w Tallinnie prowadzącemu Bannikowowi na kilkaset metrów przed metą zepsuł się pojazd i zwycięstwo objął Kosenkow. Jednakże mistrzem został trzeci na mecie Gieorgij Szaronow, który w klasyfikacji generalnej uzyskał dziesięć punktów, czyli o jeden więcej od Kosenkowa.
W sezonie 1961 nieznacznie zmodyfikowano przepisy. Nadal istniała możliwość używania silników 1360 cm³ przy założeniu masy minimalnej samochodu na poziomie 500 kg. W przypadku, gdyby ktoś zastosował silnik do 1100 cm³, to jego pojazd mógł ważyć minimum 400 kg, natomiast silnik o pojemności do 1000 cm³ niósł z sobą masę minimalną na poziomie 360 kg.
Sezon 1961 rozgrywano w Leningradzie i Tallinnie. Nowym kierowcą serii był Jurij Czwirow, wcześniej ścigający się samochodami sportowymi. Czwirow, używający Moskwicza G3, wygrał pierwszą rundę z przewagą ponad 35 sekund nad Kosenkowem. Podczas wyścigu w Leningradzie wygrał Kosenkow przed Czwirowem, jednak ze względu na fakt, iż kierowca Moskwicza dwukrotnie ustalił w sezonie najszybsze okrążenie, to on został mistrzem sezonu 1961.
W roku 1962 wyścigi serii odbywały się w Kownie i Leningradzie. Oba wyścigi wygrał Jurij Czwirow i obronił tytuł mistrzowski. Ponadto w Leningradzie zorganizowano wyścig międzynarodowy, który wygrał Heinz Melkus przed Antonim Weinerem i Hansem-Theo Tegelerem.
W sezonie 1963 eliminacje mistrzostw rozegrano w Kownie i Mińsku. Powszechne wówczas stało się stosowanie w mistrzostwach silników Wartburg o pojemności 991 cm³. Eliminacja w Mińsku miała charakter międzynarodowy, a na podium stanęli Frieder Rädlein, Heinz Melkus i Grzegorz Timoszek. W mistrzostwach ZSRR triumfował natomiast Enn Griffel, ścigający się Estonią. Kierowca ten został również mistrzem Sowieckiej Formuły Junior sezonu 1963

## Mistrzowie
| Sezon | Mistrz            | Zespół            | Samochód             |
| ----- | ----------------- | ----------------- | -------------------- |
| 1960  | Gieorgij Szaronow | Spartak Leningrad | Leningradka-Moskwicz |
| 1961  | Jurij Czwirow     | Trud Moskwa       | Moskwicz G3          |
| 1962  | Jurij Czwirow     | Trud Moskwa       | Moskwicz G3          |
| 1963  | Enn Griffel       | Kalev Tallinn     | Estonia 5-Wartburg   |